# Europaviertel (Luxemburg)

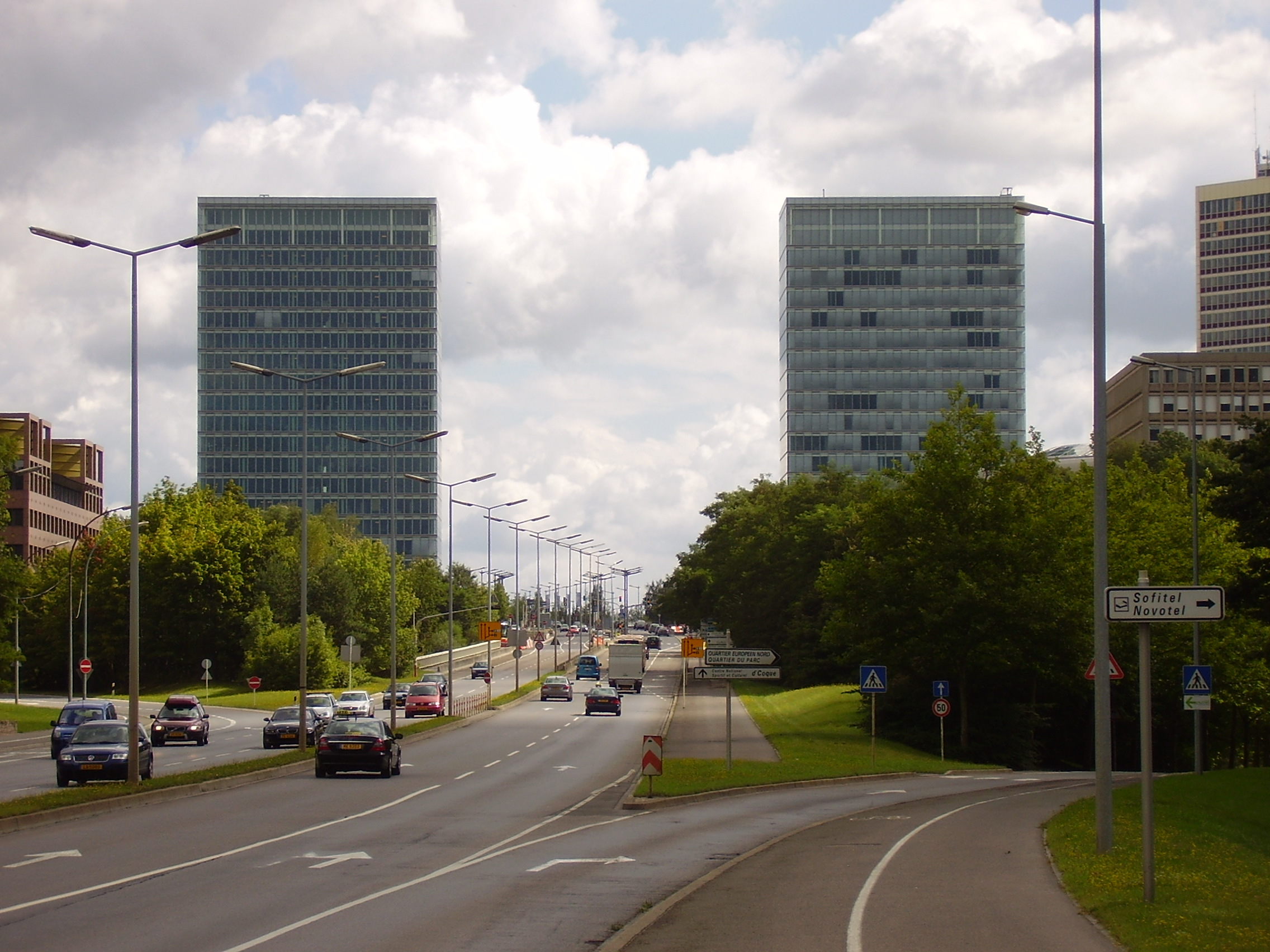
Europaviertel

Das Europaviertel in Luxemburg befindet sich auf dem Kirchberg-Plateau in Luxemburg (Stadt).
Die Stadt Luxemburg ist der Geburtsort von Robert Schuman, der 1950 seine Idee von einer wirtschaftlichen und politischen Gemeinschaft der europäischen Völker vorstellte. Dies führte zur Gründung der Europäischen Gemeinschaften. Ebenfalls in Luxemburg fand die Gründungsversammlung der Europäischen Gemeinschaft für Kohle und Stahl (EGKS) unter dem Vorsitz von Jean Monnet statt.
Einige der Institutionen der heutigen Europäischen Union haben seit 1952 ihren Sitz in Luxemburg.
Heute befinden sich diese Institutionen auf dem Kirchberg-Plateau:
- Das Generalsekretariat des Europäischen Parlaments: es bereitet die parlamentarischen Arbeiten vor und ist auch Sitz des Übersetzungsdienstes.
- Ein Teil der Generaldirektionen der Europäischen Kommission: hier erfolgt die Koordinierung und Ausführung der gemeinschaftlichen Politik.
- Der Europäische Gerichtshof: er wacht über die Einhaltung des Gemeinschaftsrechts in den Mitgliedstaaten.
- Der Europäische Rechnungshof: er prüft alle Einnahmen und Ausgaben des europäischen Haushalts.
- Die Europäische Investitionsbank: sie unterstützt die ausgewogene Entwicklung der Staatengemeinschaft durch die Finanzierung wichtiger Projekte unter Einhaltung der strengen Regeln des Bankenmanagements.
- Der Rat der Europäischen Union: er bestimmt die gemeinschaftliche Politik und tagt in Luxemburg in den Monaten April, Juni und Oktober.
- Das Übersetzungszentrum für die Einrichtungen der Europäischen Union (CdT) für Übersetzungsarbeiten für die dezentralen Organe und Institutionen der Gemeinschaft.
- Die Euratom-Versorgungsagentur zur Versorgung der Union mit spaltbaren Material etwa für die atomare Stromerzeugung.
- Das Max Planck Institute Luxemburg for International, European and Regulatory Procedural Law

Im Bahnhofsviertel der Stadt Luxemburg befindet sich das Amt für Veröffentlichungen der Europäischen Union: hier erscheinen sämtliche Veröffentlichungen der Europäischen Union.
Koordinaten: 49° 37′ 19″ N, 6° 8′ 42″ O